# Mises en scène du retour de Tintin et Milou
Vous lisez un « bon article » labellisé en 2023.
Pour un article plus général, voir Les Aventures de Tintin.
Les mises en scène du retour de Tintin et Milou sont mises en place par le quotidien catholique et conservateur belge Le Vingtième Siècle. Ces promotions entourent la publication des Aventures de Tintin, la série de bandes dessinées créée en 1929 par le dessinateur Hergé dans le supplément hebdomadaire destiné à la jeunesse de ce journal, Le Petit Vingtième.
Dès la naissance de Tintin, la fiction et la réalité se mélangent tandis qu'un jeu avec les lecteurs se met en place. Le départ du héros pour le pays des Soviets est annoncé dans Le Petit Vingtième dans les jours qui précèdent le début de l'aventure ; puis des interviews fictives ou de fausses lettres des protagonistes sont diffusées. L'idée de mettre en scène le retour du héros et de son fidèle chien est proposée au directeur du Vingtième Siècle, Norbert Wallez, par l'un de ses collaborateurs, Charles Lesne. Le premier retour de Tintin, le 8 mai 1930, est un succès : une foule nombreuse réserve un accueil triomphal à un Tintin interprété par un jeune scout à la gare du Nord de Bruxelles.
La formule est répétée après Tintin au Congo, Tintin en Amérique et Le Lotus bleu, donnant lieu à des réceptions regroupant des milliers de lecteurs, attirés par les nombreuses animations proposées et à grand renfort de publicité. Ces évènements permettent non seulement d'ancrer le personnage dans le monde réel mais aussi de fidéliser les jeunes lecteurs en leur donnant le sentiment de participer à l'aventure. Les retours de Tintin et Milou répondent également à des motivations commerciales et apparaissent comme un moyen efficace de promouvoir les ventes d'albums de la série, comme celles du quotidien qui accueille les différents récits.

## Contexte

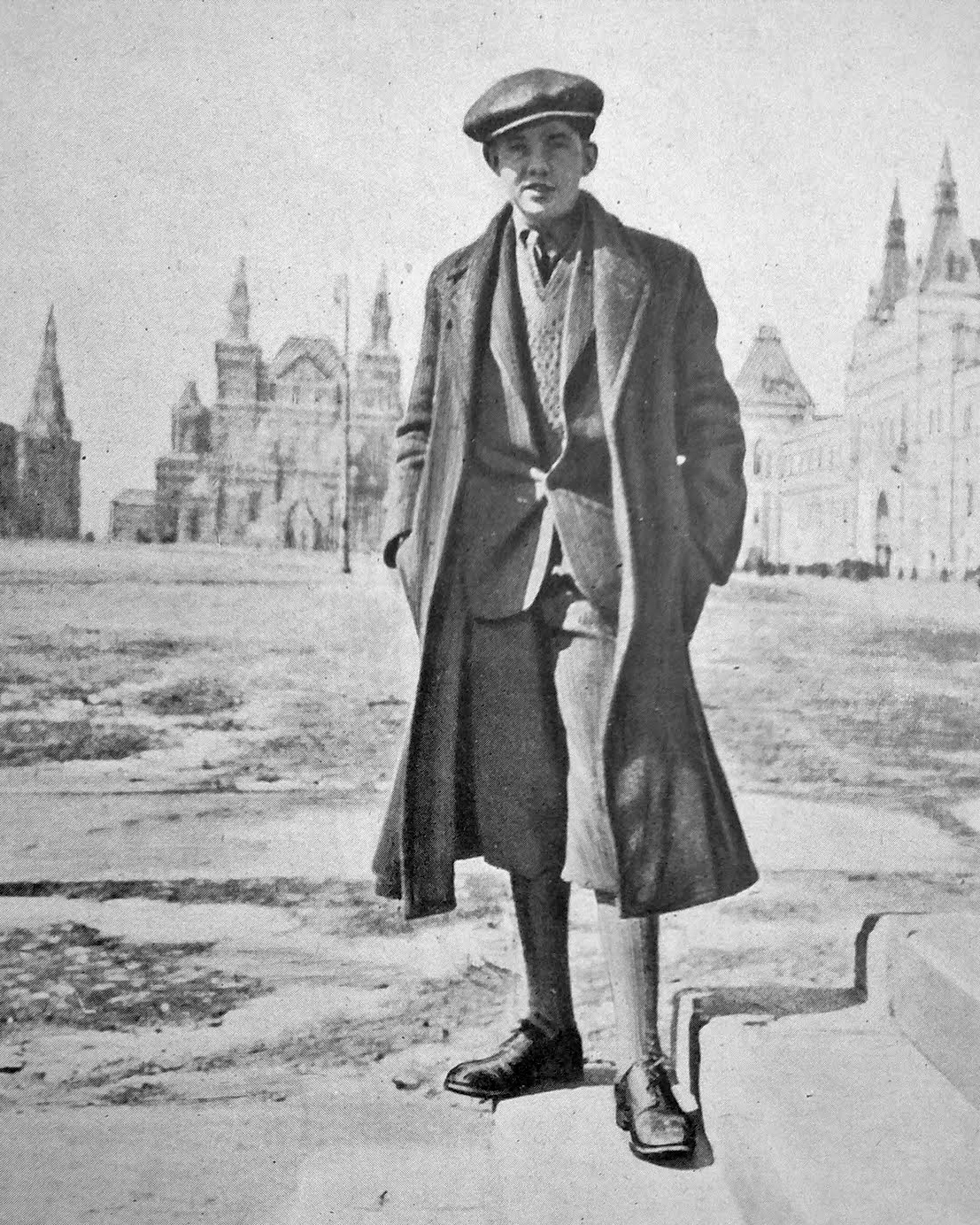
Palle Huld en 1928.

Dès la naissance de Tintin, Hergé inscrit simultanément son personnage dans la fiction et dans la réalité, faisant de lui un héros médiatique. Dans les jours qui précèdent le lancement de l'aventure, son départ de Bruxelles est annoncé par Le Petit Vingtième, et dans la première planche de l'histoire, qui paraît le 10 janvier 1929. En effet, certains membres de la rédaction du Vingtième Siècle sont dessinés à ses côtés sur le quai de la gare, à l'image du rédacteur en chef du quotidien, Alfred Zwaenepoel. Tout au long du récit, Hergé et son équipe innovent en intégrant des interviews fictives du héros. Le mélange entre fiction et réalité se double également de la publication d'une fausse lettre de menaces adressée au journal par la Guépéou pour que cesse le reportage de Tintin en URSS. Cette pratique opère comme une sorte de jeu avec les lecteurs et permet de les fidéliser.
Au cours du récit, Tintin connaît un premier triomphe en Allemagne où, à la suite de nombreuses péripéties, il s'impose comme un as de l'aviation et remporte la première étape du « raid Pôle Sud – Pôle Nord avec escale à Berlin », avant d'être acclamé par la foule et photographié par la presse.
Dans les jours qui précèdent la fin de la publication, Charles Lesne, l'un des collaborateurs du Vingtième Siècle, propose au directeur du journal, l'abbé Norbert Wallez de célébrer le retour de Tintin en Belgique comme si ses aventures avaient réellement eu lieu. Ainsi, il organise une réception,. La mise en scène de l'accueil du héros s'inspire non seulement des triomphes accordés aux plus célèbres aviateurs de l'époque et qui bénéficient d'une large couverture médiatique, comme Charles Lindbergh, mais également des retombées journalistiques du tour du monde bouclé par le jeune aventurier danois Palle Huld en 1928. Hergé lui-même avait déjà utilisé cette mise en scène dans son récit en images Les Aventures de Totor, C. P. des Hannetons, publié dans Le Boy-Scout entre 1926 et 1929 : dans le numéro d'août-septembre 1926, Totor est acclamé à New York pour avoir capturé un criminel, puis lit le récit de ses succès dans divers journaux parmi lesquels figurent le Chicago Tribune et Le Boy-Scout lui-même. À la fin de son aventure, une réception l'attend à son retour à Anvers par voie de mer.

## Les retours de Tintin et Milou

### AprèsTintin au pays des Soviets(1930)

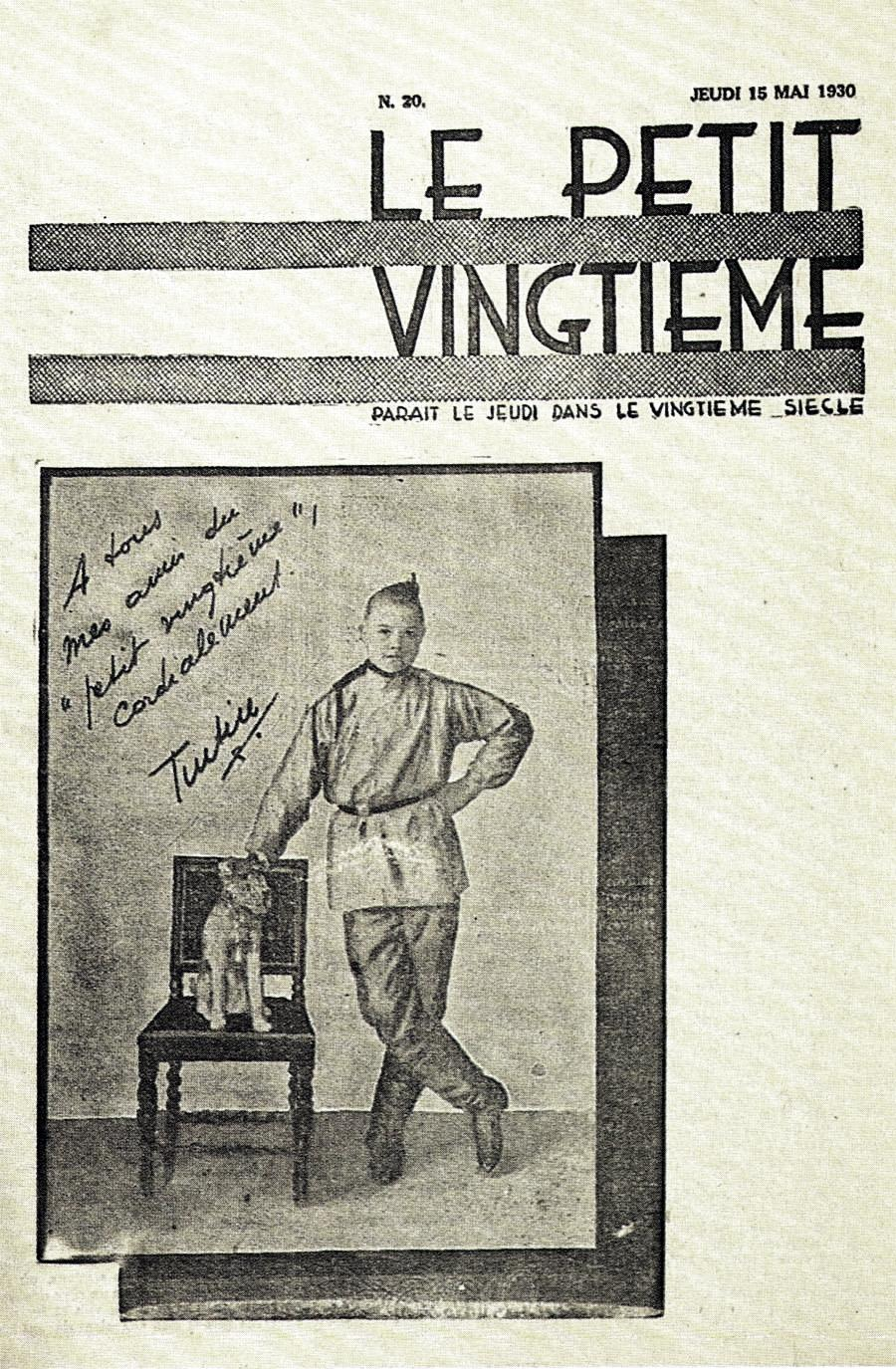
Couverture du Petit Vingtième du jeudi 15 mai 1930, montrant Tintin et Milou de retour du pays des Soviets.

Dans son édition du 1er mai 1930, Le Petit Vingtième invite ses lecteurs à se rendre le jeudi suivant, le 8 mai, à la gare du Nord de Bruxelles où Tintin et Milou doivent arriver par le train express de Liège à 8 h. Le supplément évoque un « événement sensationnel » et « une réception grandiose ». Un compte à rebours est lancé trois jours plus tard dans Le Vingtième siècle, le quotidien rappelant à ses lecteurs la date et le lieu de la réception dans chacune de ses éditions. C'est Lucien Pepermans, un jeune scout âgé de 15 ans, membre de la troupe de Kapelleveld à Woluwe-Saint-Lambert, qui est choisi pour endosser le rôle de Tintin. L'évènement est prévu le 8 mai 1930 à la Gare du Nord de Bruxelles et le quotidien en fait une grande publicité dans les jours qui précèdent,. Coiffé d'une houppette comme celle du héros, il est accompagné d'un fox-terrier blanc et porte des vêtements traditionnels russes. Une séance photos est organisée dans les locaux du journal quelques jours avant l'évènement pour qu'un cliché soit distribué le jour même.
Un journaliste de la rédaction, Julien de Proft, accompagne Lucien Pepermans dans le train qui se dirige vers Bruxelles et c'est dans les toilettes de la gare de Louvain que le jeune homme endosse son costume. Le programme des festivités est bien rempli. Le discours de bienvenue est suivi de la remise d'une gerbe de fleurs au héros et de la distribution de friandises, de chocolats et de photographies dédicacées par le faux Tintin. Des troupes de scouts se proposent d'assurer le service d'ordre. Tintin et Milou sont ensuite conduits en voiture, une Buick décapotable, au siège du Vingtième Siècle, situé sur le boulevard Bischoffsheim à Bruxelles, où le jeune reporter prononce un discours de remerciement. La photographie dédicacée de Tintin est publiée en une de l'édition suivante du Petit Vingtième, le 15 mai, tandis que le journaliste Victor Meulenijzer dresse un compte-rendu détaillé de l'événement dans les colonnes du Vingtième Siècle le 9 mai.
Devant le succès de cette opération, Hergé lui-même ne cache pas son étonnement : « Tintin revenait, mais moi, je n'en revenais pas de voir la place devant la gare absolument noire de monde ! ». L'opération est d'autant plus remarquable que le dessinateur avait représenté ce retour triomphal dans les dernières planches de l'aventure, une « coïncidence entre fiction et réalité » qui contribue, selon Benoît Peeters, « à crédibiliser le personnage ».
Pour sa prestation dans le rôle de Tintin, Lucien Pepermans reçoit un bouquet de fleurs et cent francs belges. Hergé lui adresse un clin d'œil en le représentant dans un gag de Quick et Flupke intitulé Rentrée des classes et publié dans le numéro du 2 octobre 1930 du Petit Vingtième.

### AprèsTintin au Congo(1931)

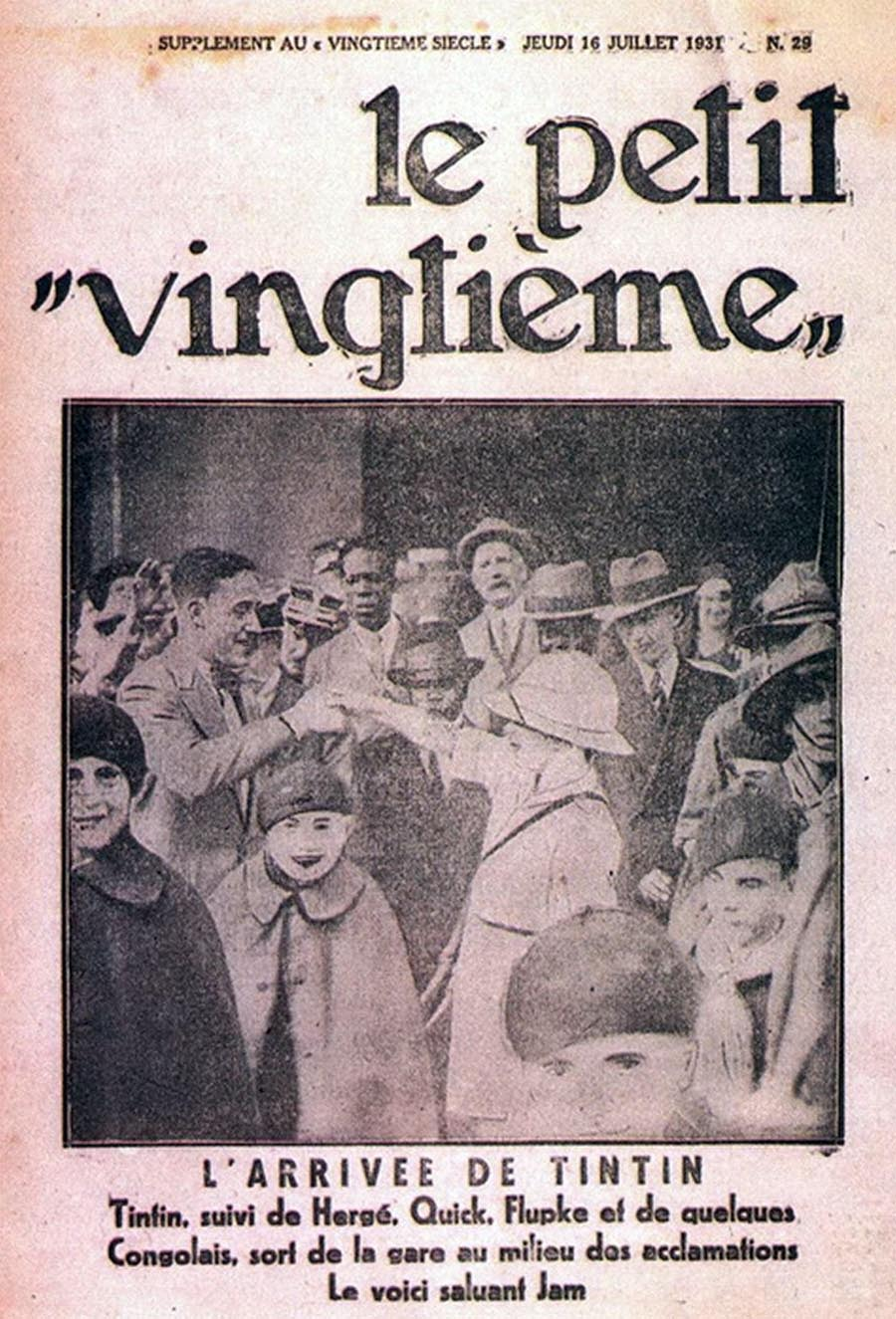
La une du Petit Vingtième du 16 juillet, consacrée à l'événement.

Comme pour l'aventure précédente, Le Vingtième Siècle orchestre le retour des héros à la fin de Tintin au Congo. Le 18 juin 1931, le supplément annonce en couverture que l'événement aura lieu le 9 juillet suivant, et trois jours plus tard, Le Vingtième Siècle confirme le rendez-vous à la gare du Nord, à 17 h. Entre-temps, Le Petit Vingtième publie un reportage relatant le voyage de retour, par avion, de Tintin et Milou.
Lucien Pepermans étant jugé trop âgé, c'est un autre scout, Henri Dendoncker, âgé de 14 ans, qui est choisi pour tenir le rôle de Tintin,. Comme l'année précédente, des confiseries et des photographies des héros sont distribuées aux enfants présents pour les accueillir. Ce 9 juillet, la rédaction du supplément prépare un numéro spécial, et l'évènement se double d'une opération commerciale : l'album, déjà prêt, est mis en vente sur place au prix de 18 francs, accompagné « d'un objet d'art congolais de grand prix », selon les termes employés par la quotidien pour sa promotion. D'autres animations sont mises en place : un concours de cartes à colorier, éditées par les grands magasins Au Bon Marché, est organisé, de même qu'un lâcher de ballons depuis la place Charles Rogier, là aussi sous la forme d'un concours offrant un total de cent prix.
L'évènement attire une foule nombreuse et fait la une du Petit Vingtième la semaine suivante. La photographie reproduite en couverture de ce numéro montre Tintin serrant la main de Paul Jamin, l'un des collaborateurs du supplément, tous deux entourés par Hergé, des enfants déguisés en Quick et Flupke et des Congolais. Le supplément précise également que des ballons ont été retrouvés jusque dans le centre de l'Allemagne.

Célébration du retour de Tintin et Milou du Congo, le 9 juillet 1931.
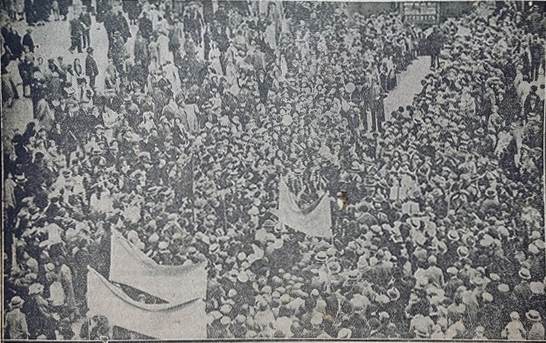
Foule réunie pour l'accueil des héros.
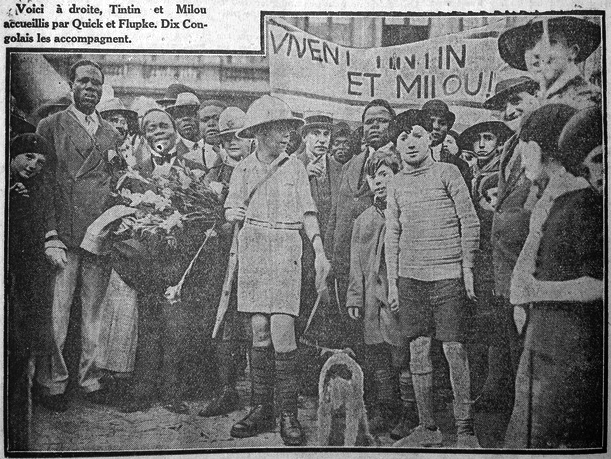
Tintin et Milou accueillis par Quick et Flupke.
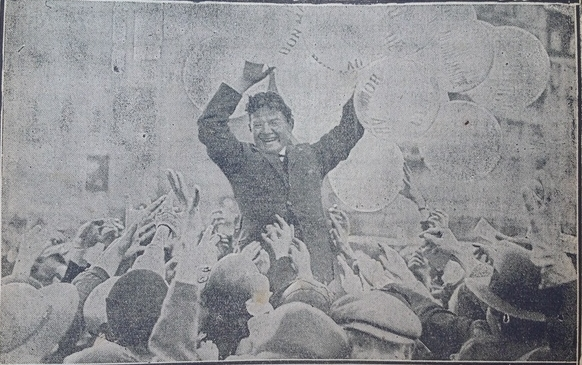
Image de la foule en liesse.

### AprèsTintin en Amérique(1932)

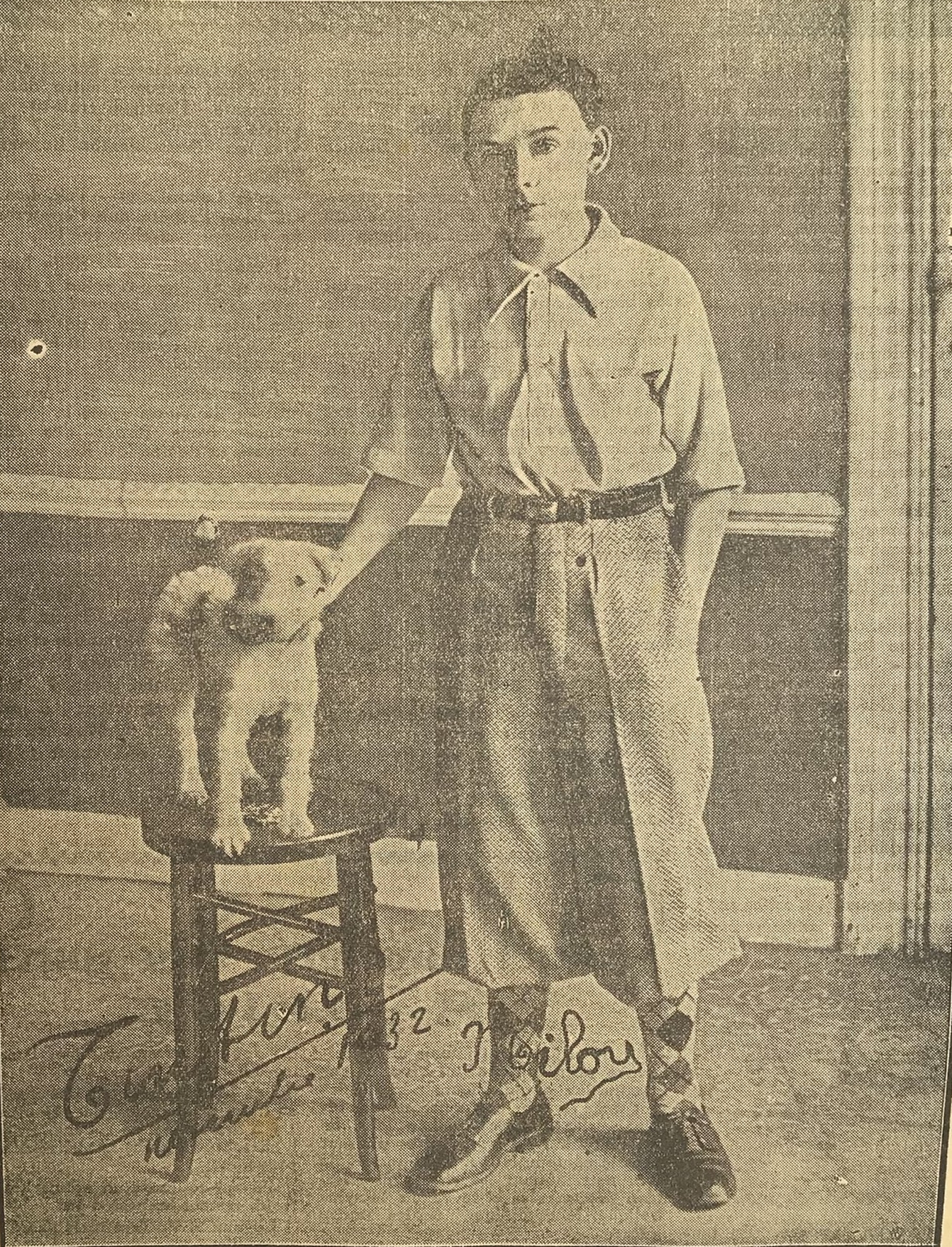
La photo de Tintin et Milou dans l'annonce du retour d'Amérique, célébré en novembre 1932.

La formule du retour de Tintin et Milou est répétée une troisième fois, au terme de Tintin en Amérique, mais le lieu de réception change. L'événement se déroule le dimanche 13 novembre 1932, à 15 h, dans la grande salle de l'Institut Saint-Boniface à Ixelles, un établissement que Hergé avait fréquenté dans sa jeunesse. La dernière planche de l'aventure paraît le 20 octobre 1932 et s'achève sur le départ des héros de New York par voie de mer. La semaine suivante, la couverture du Petit Vingtième, légendée « Tintin revient ! », montre un paquebot naviguant sur l'océan, tandis que dans les pages intérieures, la rédaction du supplément fait la publicité de l'événement à venir. Un faux télégramme de Tintin est reproduit, invitant les lecteurs à le rejoindre le 13 novembre à Bruxelles et leur annonçant que les héros rapportent de nombreux cadeaux et souvenirs d'Amérique.
Cette fois, c'est l'adolescent René Boey qui joue le rôle de Tintin. Comme pour l'aventure précédente, le retour du héros s'accompagne d'une opération marketing sur le plan éditorial : non seulement l'album de Tintin en Amérique est disponible le jour de la réception, mais un album des gags de Quick et Flupke est également proposé à la vente. Après l'accueil sur scène de Tintin et Milou, deux acteurs prononcent un discours, l'un figurant un certain « Harry K. Smithson », représentant les États-Unis, l'autre figurant un chef sioux, « Poulain-qui-rue ». Un Saint-Nicolas venu des grands magasins Au Bon Marché participe à la distribution de cadeaux, avant que le clown belge Bonzo se produise sur scène.
D'après le compte-rendu publié dans Le Petit Vingtième, le retour de Tintin et Milou s'effectue devant une salle comble et certaines personnes se voient refuser l'entrée faute de place. Le 23 novembre suivant, des acteurs jouant Tintin et Milou se produisent une nouvelle fois, en compagnie de Quick et Flupke, au salon de thé du Bon Marché.

### AprèsLe Lotus bleu(1935)

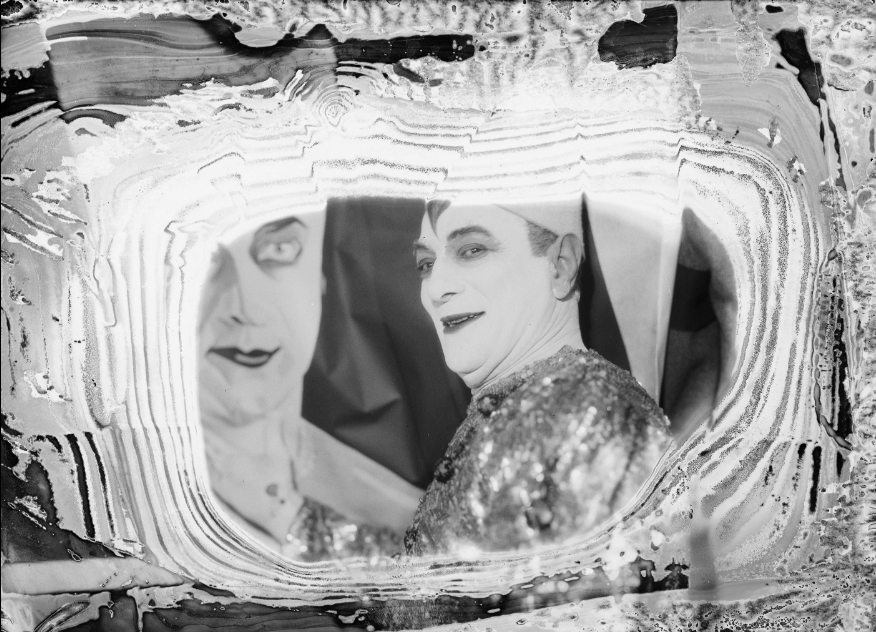
Le clown Charley William Ilès se produit au Cirque Royal lors du retour de Tintin en 1935.

En 1935, Le Vingtième Siècle organise pour la quatrième fois le retour de Tintin, au terme de sa cinquième aventure, Le Lotus bleu,. C'est un fidèle lecteur du Petit Vingtième, Charles Stie, qui est choisi pour tenir le rôle de Tintin. Hergé et son collaborateur Paul Jamin l'avaient repéré quelques jours plus tôt lors de son passage dans les bureaux du quotidien pour y déposer un bulletin de participation à un concours. L'événement se déroule le dimanche 1er décembre, à partir de 10 h, au Cirque Royal de Bruxelles. De nombreuses animations sont prévues, parmi lesquelles un spectacle musical, des numéros des clowns Charley William Ilès et Émile P. Loyal, ainsi qu'une distribution de prix en présence de saint Nicolas.
Dans les semaines qui suivent, les personnages créés par Hergé effectuent une tournée. Tintin, Milou, Quick et Flupke se produisent à la grande foire d'hiver de Bruxelles le 12 janvier 1936, puis à des fêtes de bienfaisance à Liège et Bruxelles le mois suivant. De même, à l'occasion de mardi gras, ils sont invités par la Jeunesse étudiante chrétienne à Enghien, où se tient un grand rassemblement.

### Autres évènements en Belgique et à l'étranger

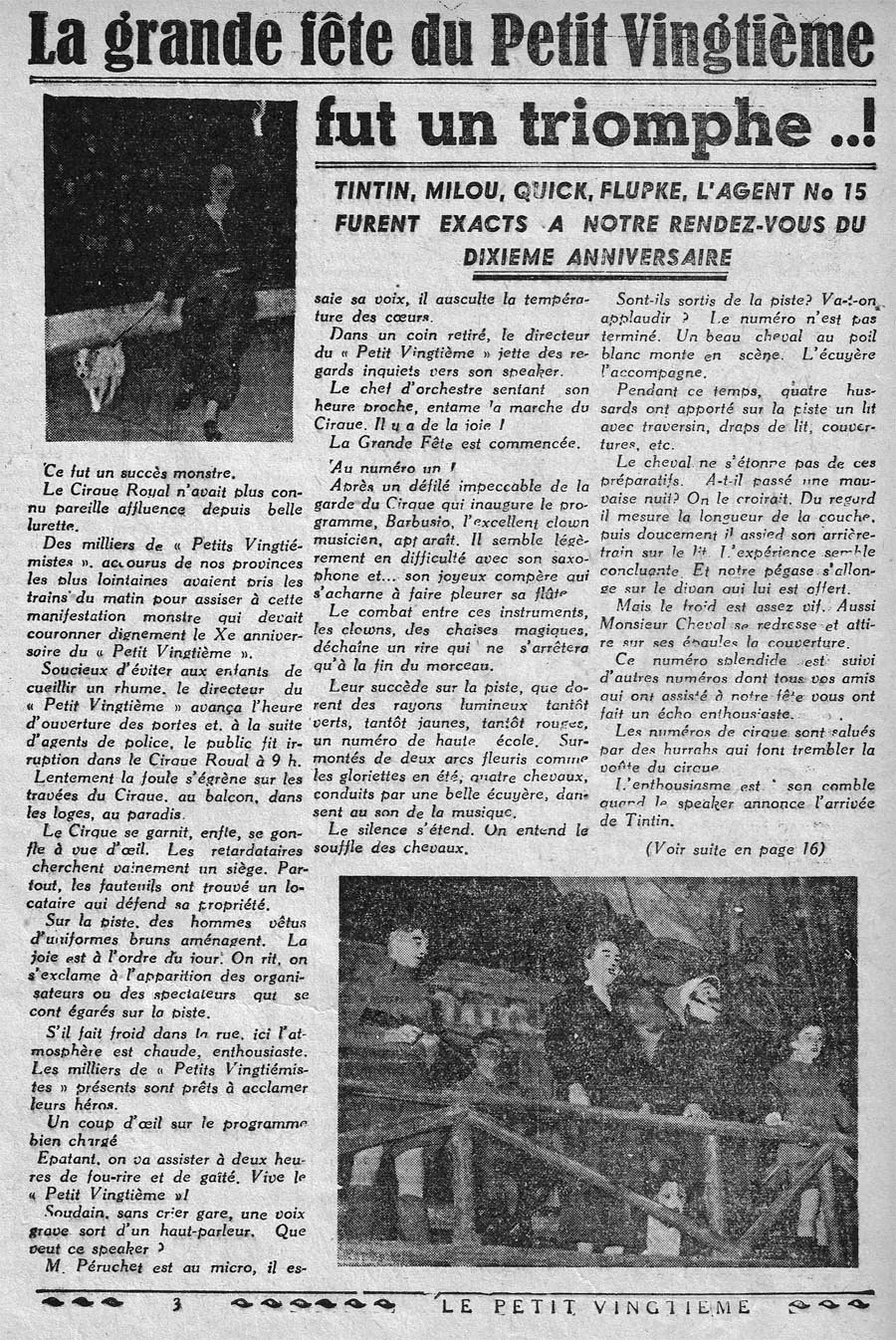
En décembre 1938, Tintin et Milou apparaissent lors de la fête organisée pour le dixième anniversaire de la création du Petit Vingtième.

Aucun autre retour de Tintin et Milou n'est mis en scène par Le Vingtième Siècle, qui disparaît en mai 1940 après l'invasion de la Belgique par les troupes allemandes. Le 18 décembre 1938, pendant la publication du Sceptre d'Ottokar, le quotidien célèbre néanmoins les dix ans de la naissance de son supplément pour la jeunesse. La cérémonie, au Cirque Royal, donne lieu à des distributions de cadeaux, de chocolats et de calendriers. Le chanteur Henri Colas interprète la Chanson de Tintin et Milou, tandis que des sketchs de Quick et Flupke sont proposés au public.
La rédaction de l'hebdomadaire catholique français Cœurs vaillants organise elle aussi des évènements destinés à promouvoir les Aventures de Tintin, qu'elle diffuse dans ses pages depuis 1930. Le 30 avril 1931, Hergé est invité à Paris pour participer à une matinée récréative au Palais du Trocadéro, rassemblant 5 000 lecteurs,. Le 2 juin 1938, Hergé et sa femme Germaine Kieckens sont conviés à une nouvelle cérémonie, organisée cette fois au Vélodrome d'Hiver devant 25 000 spectateurs.
Pour autant, le périodique français n'organise aucun retour de Tintin, contrairement à l'hebdomadaire portugais O Papagaio, qui détient les droits de diffusion de Tintin dans ce pays depuis 1936. En mars 1939, la rédaction du périodique portugais prévoit une grande fête où ses lecteurs peuvent rencontrer Tintin en personne, organisée avec l'appui de plusieurs collaboratrices d'émissions de radio pour enfants.

## Analyse

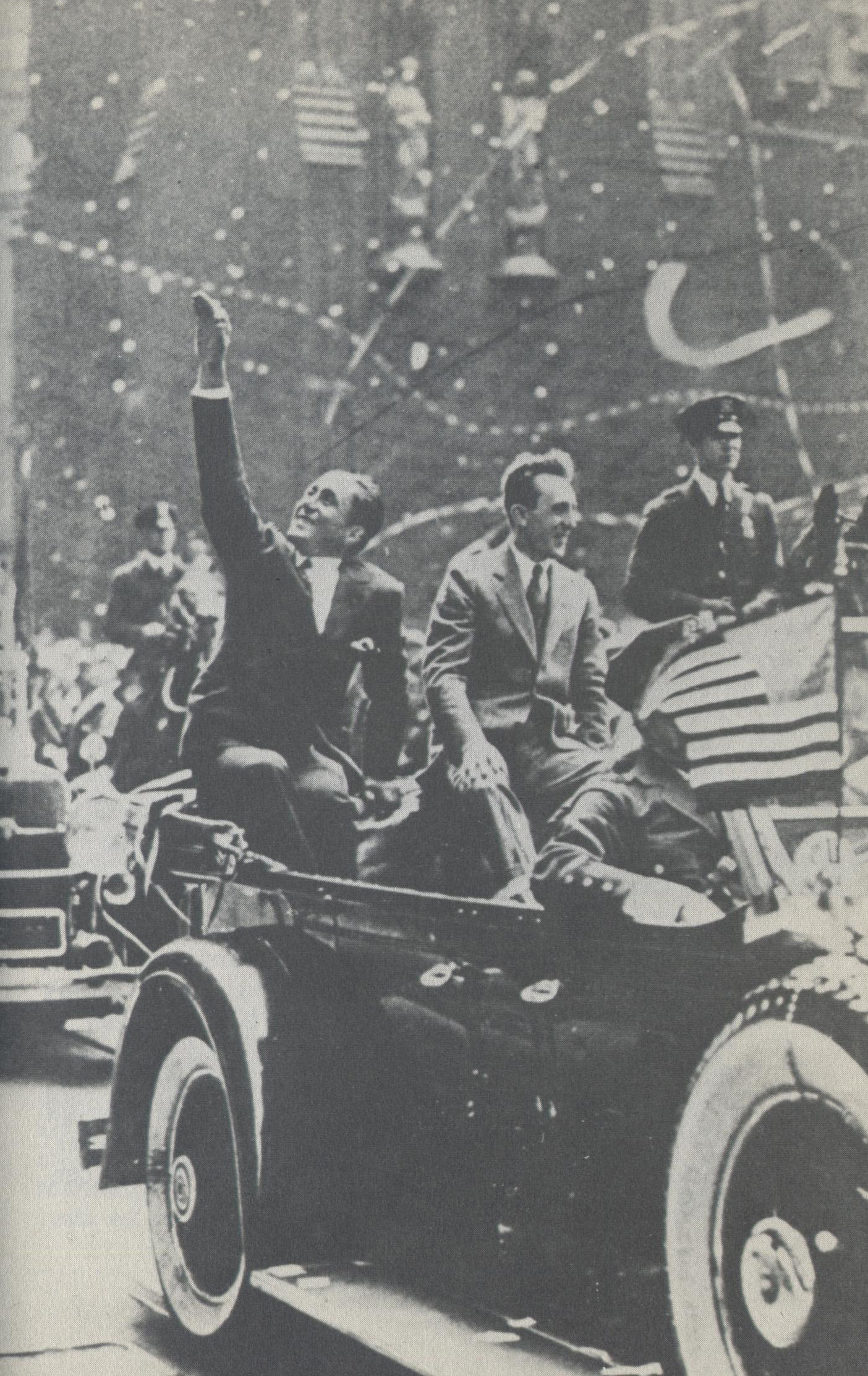
La ticker-tape parade réservée aux aviateurs Costes et Bellonte inspire Hergé pour Tintin en Amérique.

Dès les premières aventures de Tintin, Hergé et son équipe multiplient les dispositifs rédactionnels qui visent à mettre en place une interaction avec le lecteur et à ancrer le personnage dans le monde réel. Les aventures du reporter ne se limitent pas aux seules planches publiées par Hergé. Quand il n'est pas en voyage, des interviews du héros à son domicile sont proposées par l'équipe du Petit Vingtième. De même, ses aventures sont annoncées plusieurs semaines à l'avance dans des articles qui agissent comme une sorte de « teasing [qui] introduit progressivement la fiction et l'ancre dans un « réel » journalistique », selon l'analyse de Jean Rime, spécialiste de l'œuvre d'Hergé. De la même manière, le retour de Tintin et Milou est annoncé à grand renfort de publicité, aussi bien dans Le Petit Vingtième que dans son journal directeur, de sorte que « ce dispositif polysémiotique extrait Tintin de la clôture du récit bédéique et suggère son existence réelle ».
De fait, les jeunes lecteurs éprouvent le sentiment de participer à l'aventure, un sentiment renforcé par la création des rubriques « L'enquête Tintin » ou « Le mystère Tintin », créées à partir des Cigares du pharaon et qui invitent les lecteurs à donner leur avis sur l'affaire en cours. De ce point de vue, les membres de l'équipe du Petit Vingtième apparaissent comme des pionniers dans le monde de la presse destinée aux enfants, comme le souligne Geoffroy Kursner : « Dialoguer, voire jouer avec les lecteurs, afin de les fidéliser et d'en accroître le cercle, et, surtout, mêler fiction et réalité, constitue indéniablement une méthode ingénieuse ».
Sur un autre plan, Jean Rime observe que ces mises en scène « produisent un double effet pragmatique » sur les lecteurs : « D'un côté, de tels rassemblements instituent le héros comme un individu réel qu'ils peuvent côtoyer ; de l'autre, pareilles mises en scène ritualisées l'installent dans la légende, à l'instar des anciennes entrées solennelles des rois ou des ticker-tape parades qui sont leur équivalent moderne : deux voies qui concourent, avec leurs moyens respectifs, à entretenir les mécanismes de la croyance ». L'accueil triomphal du héros revêt différentes formes dans les albums. Dans Tintin en Amérique, le reporter reçoit l'ovation de la foule lors d'une parade directement inspirée de celle organisée à New York en l'honneur des aviateurs français Dieudonné Costes et Maurice Bellonte en 1930.
Très vite, les réceptions de Tintin et Milou se doublent d'un objectif sur le plan marketing et éditorial, dans la mesure où, dès Tintin au Congo, les albums sont disponibles le jour-même de l'événement. Dès lors, les mises en scène du retour de Tintin et Milou s'inscrivent comme des opérations commerciales destinées à promouvoir les ventes d'albums de la série comme celles du quotidien qui l'accueille.